# Teresia Boström
Eva Teresia Birgitta Andersdotter Boström (zeitweilig auch Teresia Derlén; * 21. Oktober 1975) ist eine schwedische lutherische Pfarrerin. Seit 2024 amtiert sie als Bischöfin im Bistum  Härnösand der Schwedischen Kirche.

## Leben
Boström wuchs als Tochter eines Pfarrers und einer Diakonieschwester in Eskilstuna und Sundsvall auf. Nach dem Kandidatenexamen an der Universität Lund wurde sie 2003 im Bistum Strängnäs ordiniert. Sie arbeitete unter anderem in Kirchengemeinden in Lövånger (Gemeinde Skellefteå) und Umeå. Von 2012 bis 2020 arbeitete sie in England, zuerst in zwei Gemeinden der Diözese Oxford in der Church of England, ab 2019 als zweite Pfarrerin (komminister) an der Ulrika Eleonora kyrka in London. Während dieser Zeit verfasste sie eine Dissertation über Volksfrömmigkeit und Abendmahlspraxis in Schweden im 16. Jahrhundert, aufgrund derer sie 2019 am King’s College London zur Dr. theol. promoviert wurde. 2020 wurde sie Bistumstheologin (stiftsteolog) des Bistums Västerås.
Nachdem sie im ersten Wahlgang mit 25 % die meisten Stimmen der sieben Kandidatinnen und Kandidaten erhalten hatte, wurde Boström am 14. Mai 2024 im zweiten Wahlgang zur Bischöfin im Bistum Härnösand gewählt. Die Bischofsweihe empfing sie am 22. September 2024 gemeinsam mit Ulrica Fritzson durch Erzbischof Martin Modéus. Sie ist nach Tuulikki Koivunen Bylund (2009–2014) und Eva Nordung Byström (2014–2024) bereits die dritte Bischöfin dieses Bistums in unmittelbarer Folge.
Boström war bis 2024 mit Mattias Derlén, Rechtswissenschaftler an der Universität Umeå, verheiratet. Seit Mai 2025 führt sie wieder ihren Geburtsnamen Boström.